# Joseph-Bernard Abadie
Joseph-Bernard Abadie (* 5. August 1824 in Sarrancolin, Département Hautes-Pyrénées; † 14. Oktober 1876) war ein französischer Lithograf, Drucker und Hersteller von Zigarettenpapier.

## Leben
Joseph-Bernard Abadie war ab 1848 als Lithograf in Tarbes tätig. 1853 begann er beim Drucker Telmon mit der Herausgabe seiner Reiseführer über die Pyrenäen, indem er das Guide-album aux eaux des Pyrénées, vallée d’Ossau … mit Lithographie-Tafeln veröffentlichte. Dieses bot er der Société académique des Hautes-Pyrénées an, deren Gründungsmitglied er war.
1854 oder 1855 begab Abadie sich von Tarbes nach Paris, wo er ein Papierwarengeschäft betrieb, in dem er auch Landkarten und andere Produkte verkaufte. Außerdem gab er weiterhin sein Guide-album aux eaux des Pyrénées heraus. 1855 erschienen davon fünf Faszikel, u. a. Vallée de Barèges, Barèges, Saint-Sauveur, dessen Begleittext von M. G. Bascle de Lagrèze verfasst wurde, sowie Biarritz et les eaux des Landes et du pays Basques. 1856 erschien Abadies Werk Indicateur des Hautes-Pyrénées, das er dem Abgeordneten Achille Jubinal in dessen Eigenschaft als Präsident der Société académique des Hautes-Pyrénées widmete. Interessant machte den Indicateur vor allem das darin enthaltene Dictionnaire statistique des communes par cantons mit statistischen und historischen Informationen über die Pyrenäenstädte, die ansonsten nur verstreut zu finden waren. Abadie gab ferner u. a. Passe-temps aux Pyrénées, Carte des altitudes des Pyrénées und Tableau synoptique des eaux minérales des Pyrénées heraus.
Bereits 1857 gab Abadie sein Druckergewerbe auf und wurde, zunächst noch in Paris, Produzent von Zigarettenheften, deren Blätter die Raucher auf die Größe der zu drehenden Zigaretten zuschneiden mussten. Er war aber seinem heimatlichen Pyrenäen-Tal verbunden geblieben und ließ bald sein Papier in einer Fabrik in Rebouc, einem Ortsteil von Hèches, herstellen. Nach deren Schließung gründete er eine Papierfabrik in Le Theil im Département Orne. Nun waren kleinere Heftchen für Zigaretten üblich, und das von Abadie dafür produzierte Papier blieb gefragt. Über die Jahre erwirtschaftete Abadie ein gewisses Vermögen. Von 1870 bis zu seinem Tod vertrat er den Kanton Le Theil als Mitglied des Generalrats des Départements Orne. Er starb am 14. Oktober 1876 im Alter von 52 Jahren.